# Eugeniusz Niebelski
Zbigniew Eugeniusz Niebelski (ur. 1 stycznia 1950 w Przedborzu) – polski historyk, profesor nauk humanistycznych.

## Życiorys
Magisterium uzyskał w 1976, natomiast doktorat obronił w 1989, a habilitację w 2002. Tytuł naukowy profesora uzyskał w 2009.
Specjalizuje się historii nowożytnej i historii Polski XIX-XX wieku. Pełni funkcję kierownika Katedry Historii XIX wieku w Instytucie Historii Katolickiego Uniwersytetu Lubelskiego Jana Pawła II.
W 2012 został członkiem Komitetu Nauk Historycznych PAN.

## Ważniejsze publikacje
- Klimontów : miasto prywatne rodu Ossolińskich 1240-1990 (1993)
- Zmierzch powstania styczniowego w Lubelskiem i na Podlasiu (1864-1872) (1993)
- "Na Bóg żywy, Bracia, nie zasypiajmy sprawy!" : rzecz o ks. Stanisławie Brzósce (1834-1865) (1995)
- W dobrach Ossolińskich. Klimontów i okolice (1999)
- Duchowieństwo lubelskie i podlaskie w powstaniu 1863 roku i na zesłaniu w Rosji (2002)
- Dziewiętnastowieczne dzieje Bogdanowiczów z Nadrybia (2005)
- Stefan Michalak. Lekarz, podróżnik, organizator Akademii Medycznej w Gdańsku (2001)
- Życie dla Niepodległej. W hołdzie gen. Władysławowi Sikorskiemu. 125 rocznica urodzin (1881-2006) (wraz ze Stefanem Bałukiem; 2007)
- Nieprzejednani wrogowie Rosji. Duchowieństwo lubelskie i podlaskie w powstaniu 1863 roku i na zesłaniu (2008)
- Słownik lubelskich i podlaskich księży uczestników powstania 1863 roku (2011)
- Tunka. Syberyjskie losy księży zesłańców 1863 roku (2011)
- "Wiosna i jesień trwa tu krótko" Księża zesłańcy 1863 roku w syberyjskiej Tunce (2013)